# Denis Abdulahi
Denis Abdulahi (Yugoslavia; 22 de mayo de 1990) es un futbolista finlandés de origen kosovar. Juega como mediocampista y actualmente milita en Vaasan Palloseura de la Veikkausliiga.

## Selección
Ha sido internacional con la Selección Sub-21 de Finlandia en 5 ocasiones sin anotar goles.

## Clubes
| Club               | País      | Año           |
| ------------------ | --------- | ------------- |
| FC Viikingit       | Finlandia | 2009 - 2010   |
| Örebro SK          | Suecia    | 2010 - 2011   |
| Víkingur Reykjavík | Islandia  | 2011          |
| Vaasan Palloseura  | Finlandia | 2012          |
| Örebro SK          | Suecia    | 2012          |
| FC Viikingit       | Finlandia | 2013          |
| MyPa               | Finlandia | 2014          |
| Vaasan Palloseura  | Finlandia | 2015-presente |